# Jurilovca
Jurilovca (ros. Журиловка) – wieś w Rumunii, w okręgu Tulcza, w gminie Jurilovca. W 2011 roku liczyła 2121 mieszkańców.
W Jurilovcy urodził się Vasile Dîba - kajakarz, medalista igrzysk olimpijskich.